# Carlo Carrà
Carlo Carrà [ˈkarlo karˈra] (Quargnento, 11 de fevereiro de 1881 — Milão, 13 de abril de 1966) foi um pintor italiano do futurismo. Participou em diversas edições da Bienal de Arte de São Paulo.

## Vida
Carrà nasceu em Quargnento, perto de Alessandria (Piemonte). Aos 12 anos saiu de casa para trabalhar como decorador de murais.
Em 1899–1900, Carrà estava em Paris decorando pavilhões na Exposição Universal, onde conheceu a arte francesa contemporânea. Ele então passou alguns meses em Londres em contato com anarquistas italianos exilados, e voltou para Milão em 1901. Em 1906, matriculou-se na Brera Academy (Accademia di Brera) na cidade, e estudou com Cesare Tallone. Em 1910 assinou, junto com Umberto Boccioni, Luigi Russolo e Giacomo Balla o Manifesto dos Pintores Futuristas, e iniciou uma fase da pintura que se tornou a mais popular e influente.
Carlo Carrà, 1912, Woman on the Balcony, (Simultaneità, La donna al balcone), coleção R. Jucker, Milão, Itália.
A fase futurista de Carrà terminou na época em que a Primeira Guerra Mundial começou. Seu trabalho, embora ainda usando alguns conceitos futuristas, começou a lidar mais claramente com forma e quietude, ao invés de movimento e sentimento. Inspirado na pintura de Trecento, na arte infantil e na obra de Henri Rousseau, Carrà logo começou a criar naturezas-mortas em um estilo simplificado que enfatizava a realidade de objetos comuns. Em 1917 ele conheceu Giorgio de Chirico em Ferrara, e trabalhou com ele lá por várias semanas. Influenciado por de Chirico, Carrà começou a incluir imagens de manequins em suas pinturas. Os dois artistas foram os inovadores de um estilo que chamaram de "pintura metafísica". Em 1919, a fase metafísica de Carrà dava lugar a um arcaísmo inspirado nas obras de Giotto, a quem ele admirava como "o cujas formas estão mais próximas de nossa maneira de conceber a construção dos corpos no espaço". A pintura de Carrà As Filhas de Lot (1919) exemplifica a nova direção de seu trabalho. Ao longo das décadas de 1920 e 1930, ele se concentrou principalmente na pintura de paisagem e desenvolveu um estilo mais atmosférico. Um exemplo do período é seu 1928 Morning by the mar.
Ele é mais conhecido por sua obra futurista de 1911, O Funeral do Anarquista Galli. Carrà era de fato um anarquista quando jovem, mas, junto com muitos outros futuristas, mais tarde teve visões políticas mais reacionárias, tornando-se ultranacionalista e irredentista antes e durante a guerra. Ele apoiou o fascismo depois de 1918. Na década de 1930, Carrà assinou um manifesto no qual pedia apoio à ideologia do estado por meio da arte. O grupo Strapaese ao qual ele se juntou, fundado por Giorgio Morandi, foi fortemente influenciado pelo fascismo e respondeu às diretrizes neoclássicas que haviam sido estabelecidas pelo regime após 1937, mas se opôs ao impulso ideológico em direção a um forte centralismo.
Carrà morreu em Milão em 1966.

## Obra
Em 1917 Carrà conheceu De Chirico e passou a adotar suas imagens de manequins colocados em espaços claustrofóbicos. Anteriormente, o trabalho de Carrà havia passado por uma fase futurista tendo sido ele um dos signatários do Manifesto Futurista de 1910.
Na sua fase de pintura metafísica, como na obra “A musa metafísica”, num aposento de paredes baixas foi colocada uma jogadora de tênis modelada em gesso, com cabeça de manequim. A figura está perto de um mapa da Grécia, simbolizando a viagem de Ulisses. No fundo, aparece uma figura geométrica colorida atrás de uma tela com fábricas. As imagens parecem oníricas e estão irracionalmente justapostas e parecem curiosamente perturbadas. Essa obra, de acordo com especialistas, é vinculada à escola da Pintura Metafísica. A partir de 1924, o artista afastou-se da pintura metafísica e passou para a pintura realista, inspirado pelos mestres italianos da Renascença.
A obra A musa metafísica, foi feita em 1917, e é um óleo sobre tela medindo de altura 89 cm x 65 cm de largura e está na Pinacoteca di Brera, em Milão, Itália.

### Obras
- I cavalieri dell'Apocalisse (1908), - Art Institute of Chicago
- Uscita da teatro (1910), - Modern Italian Art
- Ciò che mi ha detto il tram (1911), Museo d'arte moderna e contemporanea - Trento e Rovereto
- Ritmi di oggetti (1911), Milão, Pinacoteca di Brera
- Il ciclista (1913)
- Il cavaliere rosso (1913)
- Manifestazione Interventista (1914), coleção Gianni Mattioli
- Ritratto di donna (1916), coleção privada
- La Camera Incantata (1917), Milão, Pinacoteca di Brera
- La Musa Metafisica (1917), Milão, Pinacoteca di Brera
- Le figlie di Loth (1919), Museo d'arte moderna e contemporanea di Trento e Rovereto
- Il pino sul mare (1921)
- L'approdo (1923)
- Onde (Marina) (1924), gravura em cobre (em 25 exemplares e 3 provas de artista em 1924, 13 por exemplo em 1951)
- La vela (1924), gravura em cobre (25 exemplares, 60 ex. postumamente em 1971)
- La casa dell'amore (1924), gravura em cobre (em 25 exemplares e 3 provas de artista em 1924, 10 ex. em 1951, 70 ex. postumamente em 1971)
- Bagante II (1924), gravura em cobre (em 29 exemplares e 3 provas de artista em 1924, 70 ex. postumamente 1971)
- La foce del Cinquale (1925)
- Canale a Venezia (1926), Lugano, Museo Cantonale d'Arte
- Paesaggio, (1927), coleção Roberto Casamonti Firenze
- I nuotatori (1928)
- Rissa tra statue e modelli (1928)
- Mattino al mare (1928), Milão, coleção privata
- La segheria dei marmi (1928), Milão, Pinacoteca di Brera
- Nuotatori (1929), Milão, coleção privada
- Marina con albero (1930)
- Porte Caricatore (1930), Parigi, Musée National d'Art Moderne
- Partita di calcio (1934)
- Il barcaiolo (1934)
- La strada verso casa
- Ritorno dai campi
- Autoritratto
- Arresto di Cesare Battisti
- Dopo il tramonto
- Costruttori (1949-1950), confeccionou, juntamente com um autorretrato, para a importante coleção Verzocchi sobre o tema da obra. A coleção agora está guardada na Pinacoteca Cívica de Forlì
- Estate sul fiume (1951)
- Case fra i campi (1928), Pieve di Cento (BO), MAGI '900 - Museu de Excelência Artística e Histórica
- Case nel sole (1932), coleção privada Terragni